# 美人们与流血事件
《美人们与流血事件》（英語：All the Beauty and the Bloodshed）是一部2022年蘿拉·柏翠絲執導的美國紀錄片，講述美國女攝影師南·戈丁的職業以及造成美國鴉片類藥物氾濫的賽克勒家族的衰落。導演表示：“戈丁的攝影作品已經啟發了我好多年，它們也影響了幾代電影人”。
本片於2022年9月3日在第79屆威尼斯影展上首映，最終赢得了最高榮譽金獅獎，成為繼《一條大路通羅馬》後又一部獲此大獎的紀錄片。它還在 2022 年紐約電影節上放映， 它是該電影節的核心電影，戈爾丁為其設計了兩張官方海報。 該片於 2022 年 11 月 23 日由 Neon影院上映，獲得評論家好評，並獲得第95屆奧斯卡金像獎最佳紀錄片提名。 它與原聲帶一起發行。

## 概要
這部電影探討了攝影師兼活動家南·戈丁的生活和職業生涯，以及她為追究賽克勒家族旗下的普渡製藥公司對鴉片類藥物氾濫負責的努力。戈丁是一位著名攝影師，她的作品經常記錄 LGBT 亞文化和艾滋病毒/艾滋病危機，她創立了倡導組織 P.A.I.N. （立即進行處方成癮干預, Prescription Addiction Intervention Now）2017 年，她對奧施康定成癮，並因過量服用芬太尼而幾乎致命。 疼痛。 特別針對博物館和其他藝術機構，要求藝術界對其與賽克勒家族的合作及其廣為人知的藝術財政支持負責。 自 P.A.I.N. 活動以來，大多數目標博物館已斷絕與賽克勒家族的所有聯繫，普渡製藥公司於 2021 年申請破產。

## 反響
根據評論匯總網站爛番茄115條評論（109條好評，6條差評），新鮮度95%，平均分數8.7／10，網站影評家共識「《所有的美麗與血淚》是通過她堅韌不拔的鏡頭深入觀察攝影師與毒癮的鬥爭以及對她的痛苦負責的機構」，在Metacritic上根據34條評論（33條好評，1條褒貶不一，0條差評），獲得90分（滿分100），代表“普遍好評”。